# Collège Victor-Hugo

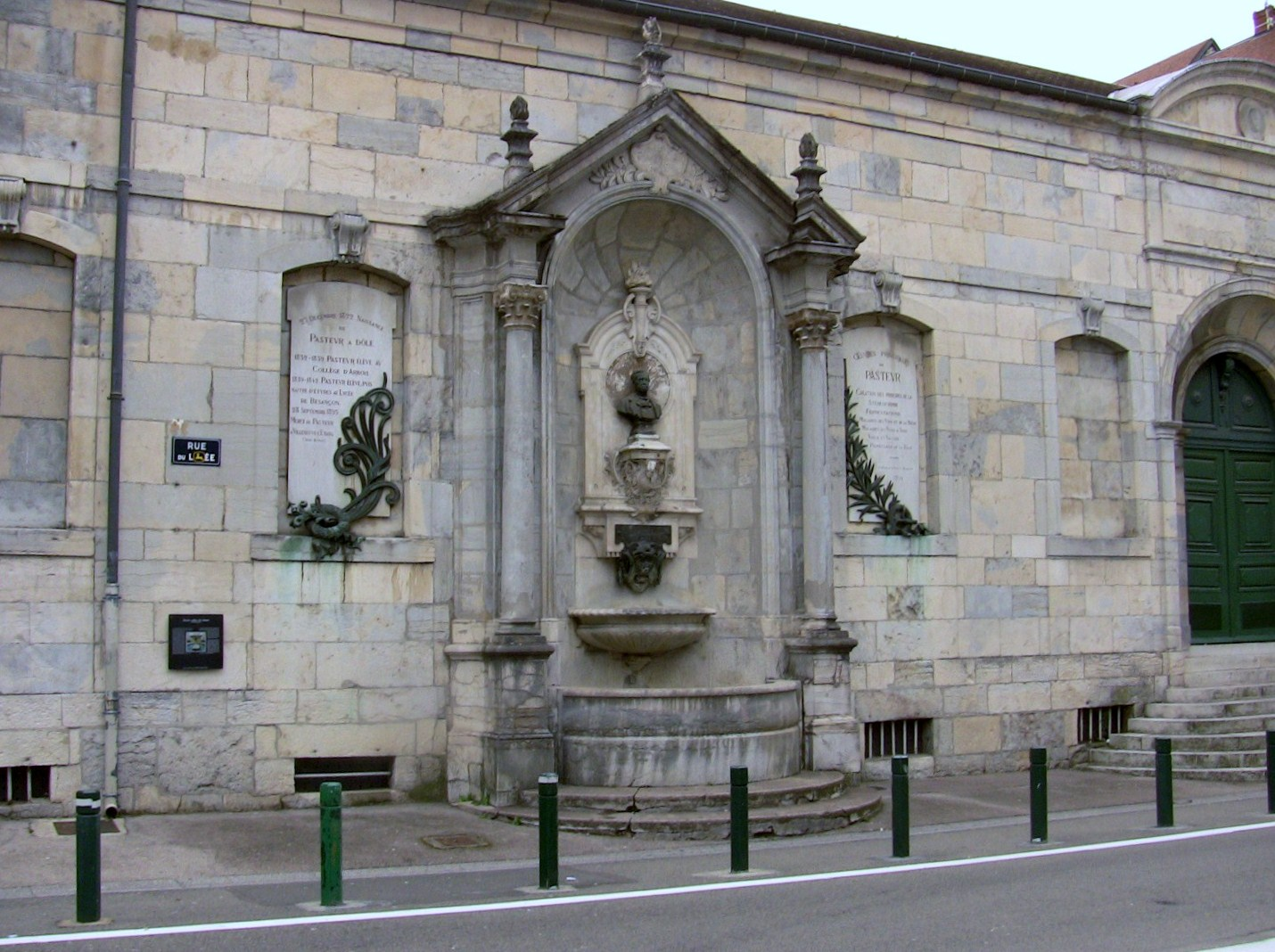
Fontaine de Pasteur, accolée à la façade principale du collège

Le collège Victor-Hugo de Besançon est un monument protégé qui trouve son origine dans un couvent de jésuites du XVIe siècle, situé dans le centre historique de Besançon. Le collège a connu plusieurs phases de construction du 17e au 20e siècles et au cours de sa longue histoire plusieurs noms (Collège et Lycée de Besançon, Collège Royal, en face du Lycée Pasteur, ancien couvent, rue  Girod de Chantrans, Collège du Centre) et est depuis 1986 nommé collège Victor-Hugo, écrivain né à Besançon.

## Histoire
Après un siècle d'existence difficile, les notables de Besançon décident de confier leur collège à la compagnie de Jésus, les jésuites. Le 26 mai 1597, ils cèdent le collège aux jésuites qui vont en assurer la direction jusqu'à la suppression de leur ordre en 1765.
Si l'église attenante date de 1680, les bâtiments du collège datent des années 1718-1737, auxquels on adjoindra la cour de classe et la cour d'honneur, puis une fontaine adossée en 1735. Enfin, aux 19e et 20e siècles la construction s'achèvera avec celle de bâtiments de classe dans l'ancien jardin.
Sous la Révolution française (1789-1799), le collège devient un lieu de réunion publique, et la Société des amis de la constitution, club affilié à celui des Jacobins, s'installe dans la chapelle du collège.
Au XIXe siècle, le collège change de nom avec les mutations politiques françaises : il devient le collège royal sous la Restauration et la Monarchie de Juillet (1815-1848). Louis Pasteur (inventeur du vaccin contre la rage) est élève de terminale dans l'établissement comme maître d'études jusqu'en 1842.
Sous le Second Empire (1852-1870), le collège redevient lycée impérial et accueille 500 élèves. Stéphane Mallarmé (poète du XIXe siècle) y enseigne de 1866 à 1867. En 1865, l'établissement s'agrandit : la maison des Capucins et l'hôtel particulier de Grosbois sont rachetés.
Redevenu lycée de Besançon pendant la guerre de 1870, le collège sert d'hôpital. Durant cette guerre, de nombreux professeurs et élèves meurent. Un monument aux morts leur est consacré dans le hall d'entrée.
En 1885, le lycée prend le nom de Victor Hugo. Il est inauguré par le président de la République Jules Grévy.
Pendant la Seconde Guerre mondiale, le lycée connaît durant six ans, l'occupation de ses locaux (hôpital militaire en 1939, occupation allemande en juin 1940, troupes françaises et américaines à la Libération).
De 1939 à 1945, 74 élèves et membres du personnel y demeurent. Dans les années 1960, sous la conduite de l'architecte Maximilien Painchaux, le dernier corps de bâtiment est construit rue Girod de Chantrans.
En 1980, l'établissement perd son second cycle ; il est désormais un collège mixte : le collège du Centre ; en 1986, il change de nom et devient le collège Victor-Hugo.

## Monuments, architecture et ornements
- Il y a trois cours, dont une grande cour qui mesure environ 500 m2, une plus petite, la cour d'honneur, et enfin, la cour Saint François-Xavier, accolée à l'église du même nom.
- Le monument est un chef-d'œuvre de ferronnerie, certaines barrières et grilles sont d'époque, notamment une des grilles du grand escalier, qui comporte le sigle "AM" (Ave Maria).
- Une fontaine fait partie du patrimoine ornemental, elle est située dans la cour d'honneur.
- Plusieurs plaques commémoratives des élèves morts pour la patrie durant les guerres mondiales et durant d'autres guerres.
- Les salles sont elles-mêmes remarquables.
- La chapelle du collège est l'une des plus belles de la ville.
- L'église Saint-François-Xavier, ancienne chapelle du collège des jésuites, fait l’objet d’un classement au titre des monuments historiques depuis le 13 juin 1942[1]. La fontaine et l'ensemble des bâtiments du collège font l’objet d’un classement au titre des monuments historiques depuis le 27 décembre 1996[1].

## Effectifs
- Une centaine de personnes compose l'équipe éducative.
- Environ 1000 élèves par an y étudient.
- Le collège ouvre également ses portes à l'Université ouverte.